# Номерні знаки Домініки
Код Домініки для міжнародного руху ТЗ — (WD).
Номерні знаки Домініки побудовано з урахуванням британських колоніальних традицій.
- Чинні номерні знаки, що видаються з 1996 року мають формат АБ123, де А — тип транспортного засобу, Б — серія, 123 — номер.

| GB987 |

- В період 1966–1996 рр. видавалися номерні знаки формату А1234, де А — тип транспортного засобу, 1234 — номер.

| H9876 |

- До 1966 року видавалися номерні знаки формату 1234.

| 5678 |

| Зображення | Перший виданий | Дизайн | Гасло | Серійний формат | Видані серіали | Примітки |
| ---------- | -------------- | ------ | ----- | --------------- | -------------- | -------- |
|            |                |        |       |                 |                |          |
|            |                |        |       |                 |                |          |

## Кодування
- А — сільськогосподарська техніка
- CD — дипломатичний персонал
- G — урядовий транспорт (в тому числі поліція)
- Н — прокатний транспорт, автобуси і таксі
- Р — приватний транспорт
- Т — комерційний транспорт

## Кольорове забарвлення
Комплект номерних знаків може складатися з двох чорних пластин, що містять білі символи.
1921-1966 рр.
| 2 3 4 5 |

1966-1996 рр.
| Р2345 |

Від 1996 р.
| РА123 |

Більш нова версія передбачає забарвлення тла передніх пластин білим кольором, задніх — жовтим, з чорними символами в обох випадках. Обидва варіанти є прийнятними при експлуатації.
Передній номерний знак
| НА123 |

Задній номерний знак
| ТА123 |